# Парк культури і відпочинку (Великі Лази)
Парк культу́ри і відпочи́нку — парк-пам'ятка садово-паркового мистецтва місцевого значення в Україні. Об'єкт розташований на території Ужгородського району Закарпатської області, в селі Великі Лази. 
Площа — 1,5 га. Статус отриманий згідно з рішенням ОВК від 18.11.1969 року № 414 та ріш. ОВК від 23.10.1984 року № 253. Перебуває у віданні Великолазівської загальноосвітньої школи. 
Статус дано для збереження парку, закладеного у ХІХ столітті. Зростають цінні субтропічні екзоти. 
Поруч з парком розташований Палац Плотені.